# 헬 (2011년 영화)
헬(Hell)은 2011년 공개된 영화이다.

## 줄거리
지구 온도가 10도 상승한 2016년, 태양 플레어 때문에 황폐해진 독일을 배경으로 이야기가 시작된다. 주인공 마리와 동생 레오니, 그리고 마리의 연인 필립은 생존을 위해 물과 연료를 찾아 황무지를 여행한다. 그러던 중 폐허에서 만난 정비공 톰과 함께 산속으로 향하던 이들은 도로를 막고 있는 구조물 때문에 잠시 멈춘다. 구조물을 치우고 차에 남겨진 레오니를 남겨둔 채 잠시 자리를 비운 사이, 레오니는 납치범들에게 끌려간다.
레오니를 구하기 위해 톰과 함께 납치범들의 근거지를 찾아간 마리와 필립은 화염병으로 시선을 돌려 레오니를 구출하려 하지만, 계획은 실패하고 필립은 부상까지 입는다. 레오니를 포기하려는 필립과 달리 마리는 동생을 구하기 위해 홀로 떠나고, 우연히 만난 엘리자베스라는 여인의 농장으로 가게 된다. 하지만 이곳은 생존자들을 가두고 식량으로 이용하는 곳이었고, 마리는 가축처럼 취급당하게 된다. 마리는 다른 포로들과 함께 필립이 살해당하는 것을 목격하고, 탈출을 감행하여 톰을 포함한 여러 포로들을 탈출시킨다.
마지막으로 레오니를 찾아 나선 마리는 엘리자베스와 그녀의 아들에게 붙잡힌 레오니를 발견하고 엘리자베스를 살해한다. 다시 뭉친 마리, 레오니, 톰은 물을 찾아 산으로 향하지만, 그들이 바라본 것은 또 다른 황무지일 뿐이었다.

## 출연

### 주연
- 한나 헤르츠스프룽
- 리사 비카리
- 스티페 에르체그
- 마이클 크랜즈

### 조연
- 안젤라 인클러
- 라르스 아이딩어
- 릴로 바우어
- 크리스토프 가글러
- 앤 사라 하텅
- 탐모 윈클러

## 기타
- 공동각본: 팀 펠바움
- 사운드디자인: 허버트 바소로마
- 의상: 레오니 루엔베르게르